# Beaumont-lès-Randan
Beaumont-lès-Randan è un comune francese di 262 abitanti situato nel dipartimento del Puy-de-Dôme nella regione dell'Alvernia-Rodano-Alpi.

## Società

### Evoluzione demografica
Abitanti censiti